# Stretto di Wellington
Lo stretto di Wellington  è una via d'acqua naturale nell'oceano Artico, al centro dell'arcipelago artico canadese, nella regione di Kitikmeot, nel territorio del Nunavut.
Separa le isole Tennent (ad ovest) dall'isola Matty (ad est). A nord si apre nello stretto di James Ross, a sud nello stretto di Rae.